# Ouro Branco, Alagoas
Ouro Branco este un oraș în unitatea federativă Alagoas (AL) din Brazilia.